# 2021年P. LEAGUE+新人選秀會
2021年P. LEAGUE+新人選秀會為P. LEAGUE+（PLG）在2021-22賽季開打之前舉辦的第一屆新人選秀會，於2021年7月22日舉行，原定於7月21日進行，因與女子超級籃球聯賽（WSBL）新人選秀會撞期而順延至7月22日。本屆新人選秀會因臺灣嚴重特殊傳染性肺炎疫情採線上方式舉行。本屆新人選秀會共有42人參與，最終有16人獲選，由朱雲豪成為選秀狀元。

## 選秀結果
| →                 | 順序一 | 順序二            | 順序三            | 順序四          | 順序五            | 順序六 | 順序七          | 順序八            |
| [ 1 ] [ 7 ] [ 5 ] | 攻城獅 | 不適用            | 不適用            | 領航猿          | 夢想家            | 勇士   | 不適用          | 不適用            |
| ----------------- | ------ | ----------------- | ----------------- | --------------- | ----------------- | ------ | --------------- | ----------------- |
| 第一輪            | 朱雲豪 | （鋼鐵人） 陳又瑋 | （國王） 洪楷傑   | （國王） 陳俊男 | （鋼鐵人） 林均濠 | 王律翔 | （國王） 聶歐瑪 | （鋼鐵人） 藍少甫 |
| 第二輪            | 放棄   | （鋼鐵人） 劉駿霆 | （國王） 曾豪     | 放棄            | 王偉丞            | 放棄   | 不適用          | 不適用            |
| 第三輪            | 不適用 | （國王） 林仕軒   | （鋼鐵人） 鄭德維 | 不適用          | 王振原            | 不適用 | 不適用          | 不適用            |
| 第四輪            | 不適用 | （鋼鐵人） 楊浩之 | （國王） 放棄     | 不適用          | 放棄              | 不適用 | 不適用          | 不適用            |
| 第五輪            | 不適用 | 不適用            | （鋼鐵人） 戴瑞騰 | 不適用          | 不適用            | 不適用 | 不適用          | 不適用            |
| 第六輪            | 不適用 | （鋼鐵人） 放棄   | 不適用            | 不適用          | 不適用            | 不適用 | 不適用          | 不適用            |

| G | 後衛 | F | 前鋒 | C | 中鋒 |

| 輪次 | 總順位 | 球員   | 位置 | 選中球隊                              | 最後籃球資歷             |
| ---- | ------ | ------ | ---- | ------------------------------------- | ------------------------ |
| 1    | 1      | 朱雲豪 | F    | 新竹街口攻城獅                        | 健行科技大學             |
| 1    | 2      | 陳又瑋 | G    | 高雄鋼鐵人                            | 國立臺灣師範大學         |
| 1    | 3      | 洪楷傑 | G    | 新北國王                              | 國立政治大學             |
| 1    | 4      | 陳俊男 | G    | 新北國王 （來自桃園領航猿）           | 國立體育大學             |
| 1    | 5      | 林均濠 | F    | 高雄鋼鐵人 （來自福爾摩沙台新夢想家） | 國立臺灣藝術大學         |
| 1    | 6      | 王律翔 | G    | 臺北富邦勇士                          | 中州科技大學             |
| 1    | 7      | 聶歐瑪 | C    | 新北國王                              | 國立政治大學             |
| 1    | 8      | 藍少甫 | C    | 高雄鋼鐵人                            | 國立體育大學             |
| 2    | 9      | 劉駿霆 | F    | 高雄鋼鐵人                            | 健行科技大學             |
| 2    | 10     | 曾豪   | F    | 新北國王                              | 國立政治大學             |
| 2    | 11     | 王偉丞 | G    | 福爾摩沙台新夢想家                    | 國立高雄師範大學         |
| 3    | 12     | 林仕軒 | G    | 新北國王                              | 國立臺灣師範大學         |
| 3    | 13     | 鄭德維 | F    | 高雄鋼鐵人                            | 世新大學                 |
| 3    | 14     | 王振原 | G    | 福爾摩沙台新夢想家                    | 國立政治大學             |
| 4    | 15     | 楊浩之 | G    | 高雄鋼鐵人                            | 2020年臺中市夢想家青年隊 |
| 5    | 16     | 戴瑞騰 | C    | 高雄鋼鐵人                            | 健行科技大學             |

- 參考資料：[5][6][10][7]

## 選秀權交易
1. 1 2  2021年7月21日，桃園領航猿與新北國王進行交易[8]：
  - 桃園領航猿獲得2022年新人選秀會第一輪選秀權
  - 新北國王獲得2021年新人選秀會第一輪選秀權
2. 1 2  2021年7月19日，福爾摩沙台新夢想家與高雄鋼鐵人進行交易[9]：
  - 福爾摩沙台新夢想家獲得新臺幣50萬元
  - 高雄鋼鐵人獲得2021年新人選秀會第一輪選秀權

## 選秀順序
本屆新人選秀會的順序一為新竹街口攻城獅、順序二為高雄鋼鐵人、順序三為新北國王、順序四為桃園領航猿、順序五為福爾摩沙台新夢想家、順序六為臺北富邦勇士。新北國王和高雄鋼鐵人2021-22賽季加盟P. LEAGUE+，選秀順序排在握有狀元籤的新竹街口攻城獅之後，兩支球隊以擲銅板的方式決定順序，每次指名球員完之後交換順序，並在第一輪所有球隊後面額外擁有一次選秀權。

## 選秀報名
2021年6月30日，為本屆新人選秀會的報名截止日。7月2日，聯盟宣佈共有66人報名，50人符合選秀資格。7月15日，聯盟宣佈新人選秀會的確定名單，其中尤楚翔、韓諭、東方譯慷、謝亞軒、蔡岳崇、林思安、吳啟安與鍾博宇共8人在截止時間前撤銷選秀申請，最終有42人確定參與新人選秀會：
- 劉叡翔
- 周宗豪
- 鄭德維
- 朱恩麟
- 趙得恩
- 陳柏宏
- 徐仕宏
- 王偉丞
- 曾豪
- 楊竣傑
- 游家昇
- 曹立中
- 李謨汎
- 邱家佑
- 莊又齊
- 林均濠
- 陳孝禹
- 陳政軒
- 王振原
- 聶歐瑪（外籍生）
- 洪楷傑
- 劉宏柏
- 藍少甫
- 蘇志誠
- 王洪豪
- 邱忠博
- 陳奕綸
- 陶俊
- 王新瑋
- 林仕軒
- 林俊恩
- 楊浩之（華裔）
- 劉宣佑
- 張得峰（華裔）
- 林梓峰
- 劉駿霆
- 朱雲豪
- 戴瑞騰（外籍生）
- 陳俊男
- 王律翔
- 陳又瑋
- 袁加樂

## 外部連結
- YouTube上的2021年P. LEAGUE+新人選秀會線上直播
- . P. LEAGUE+. 2021-06-22  [2021-06-23]. （原始内容存档于2022-06-07）.